# Яньань
Яньа́нь (кит. упр. 延安, пиньинь Yán'ān) — город окружного значения в провинции Шэньси (КНР).
Яньань известен в истории Гражданской войны как один из финальных пунктов «Великого похода» и в последующие годы (с 1937 по 1948) — как главная база КПК. Благодаря этому Яньань провозглашён китайской Коммунистической партией «родиной Революции».

## История
В период Сражающихся царств эти земли сначала входили в состав царства Вэй, которое дотянуло до этих мест свою систему укреплений, защищавших от северных кочевников (впоследствии эти укрепления стали частью Великой стены). В 300 году до н. э. циньская армия разгромила вэйскую в Дяоиньском сражении, после чего 80 000 вэйских воинов было убито; в результате эти земли перешли в состав царства Цинь. После того, как царство Цинь завоевало все прочие царства и создало первую в истории Китая централизованную империю, эти земли вошли в состав уезда Гаону (高奴县). При империи Хань в этих местах начался бурный рост населения и экономики, и их стали называть «синьциньчжун» («Новый Циньчжун» — по аналогии с регионом Гуаньчжун). Начиная со времени падения империи Хань, эти земли надолго стали ареной борьбы между гуннами и китайцами, переходя из рук в руки.
Во времена империи Восточная Цзинь гунны создали здесь государство Великое Ся. В 427 году эту территорию захватили войска Северной Вэй. При империи Западная Вэй в северной части этих мест была создана области Дунся (东夏州), а в южной — Бэйхуа (北华州). Впоследствии область Дунся была переименована в Яньчжоу (延州).
При империи Суй в 607 году область Яньчжоу была расформирована, а вместо неё были образованы округа Шанцзюнь (上郡) и Яньань (延安郡). В 617 году был создан округ Даньян (丹阳郡). После смены империи Суй на империю Тан эти округа были в 618 году расформированы, а вместо них были созданы области Фучжоу (鄜州), Яньчжоу и Даньчжоу (丹州). В 619 году к ним добавилась область Фанчжоу (坊州). В 742 году области были расформированы, а вместо них было создано 4 округа: Яньань, Лоцзяо (洛交郡), Чжунбу (中部郡) и Сяньнин (咸宁郡). В 758 году эти округа были расформированы, и были вновь созданы области Фучжоу, Яньчжоу, Даньчжоу и Фанчжоу.
В конце империи Тан тангутский вождь Тоба Сыми за помощь в подавлении восстания Хуан Чао получил в 886 году звание цзедуши Диннаньского военного округа (定难军). Он сумел остаться в стороне от бурных событий эпохи Пяти династий и десяти царств, и после объединения страны империей Сун очередной наследный цзедуши Ли Цзипэн в 982 году признал главенство новой империи, но его младший брат Ли Цзицянь захватил контроль над областью Иньчжоу, и то признавал власть Сун, то восставал против неё. В 1038 году внук Ли Цзицяня Ли Юаньхао провозгласил себя императором государства Си Ся. Эти земли стали ареной борьбы между Сун и Си Ся. Учёный, государственный деятель и командующий Шэнь Ко успешно оборонялся здесь от тангутов, однако по решению нового канцлера Цай Цзюэ по условиям мирного договора в 1082 году эти места перешли тангутам. У тангутов эти места потом отбили чжурчжэни, и включили их в состав своей империи Цзинь. В конце 1220-х годов, вскоре после смерти Чингис-хана, эти места заняли монголы, полностью уничтожившие Си Ся.
При империи Мин в 1369 году была учреждена Яньаньская управа (延安府). При империи Цин в 1725 году область Фучжоу была повышена в статусе до «непосредственно управляемой» (то есть подчинялась напрямую властям провинции, минуя промежуточное звено в виде управы). Таким образом, территория современного города находилась в подчинении двух административных единиц высшего внутрипровинциального уровня: Яньаньской управы и области Фучжоу. После Синьхайской революции в Китае была проведена реформа административного деления, и в 1913 году области и управы были упразднены.

### XX век
В 1934 году китайскими коммунистами были основаны Шэньганьский и Шэньбэйский советские районы. В октябре 1935 года после Великого похода из Цзянси в Шэньси появились Войска Китайской Красной армии. В декабре 1936, с созданием Второго объединённого фронта, Яньань заняла КПК. В 1937 Яньань стала местом пребывания правительства контролируемого КПК Шэньси-Ганьсу-Нинсяского советского района.

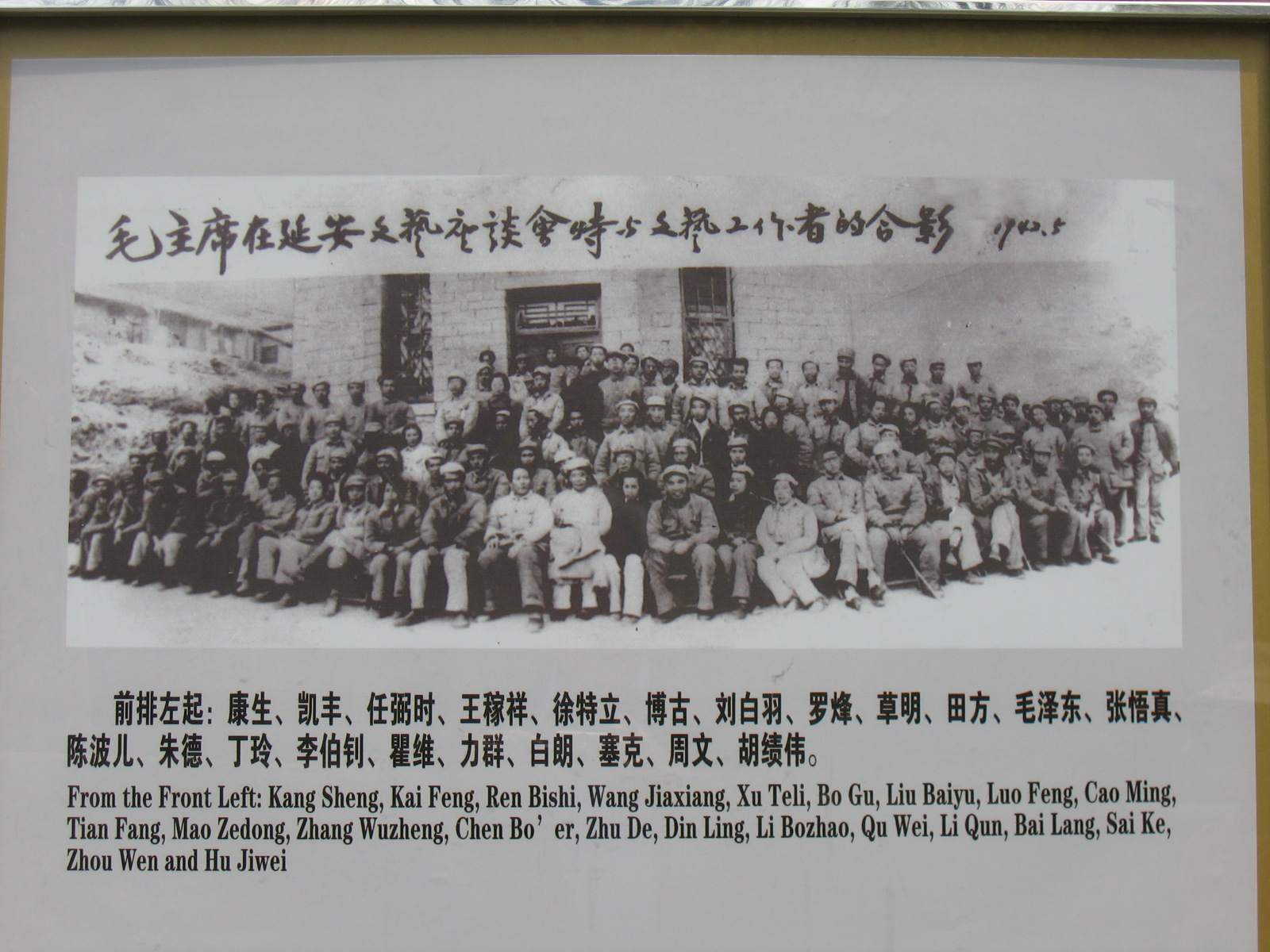
Руководство КПК в Яньане в 1942 году

Во внутриполитическом смысле эпоха Яньани символизирует утопический период молодости, когда коммунистами Китая были реализованы идеализированная простота жизни, истинно народная культура и социальная справедливость. Здесь было организовано широкое обучение партийных кадров и тренировка вооружённых сил. На основе работы по обучению кадров в 1941 году был открыт первый университет правительства КПК — Яньаньский университет.

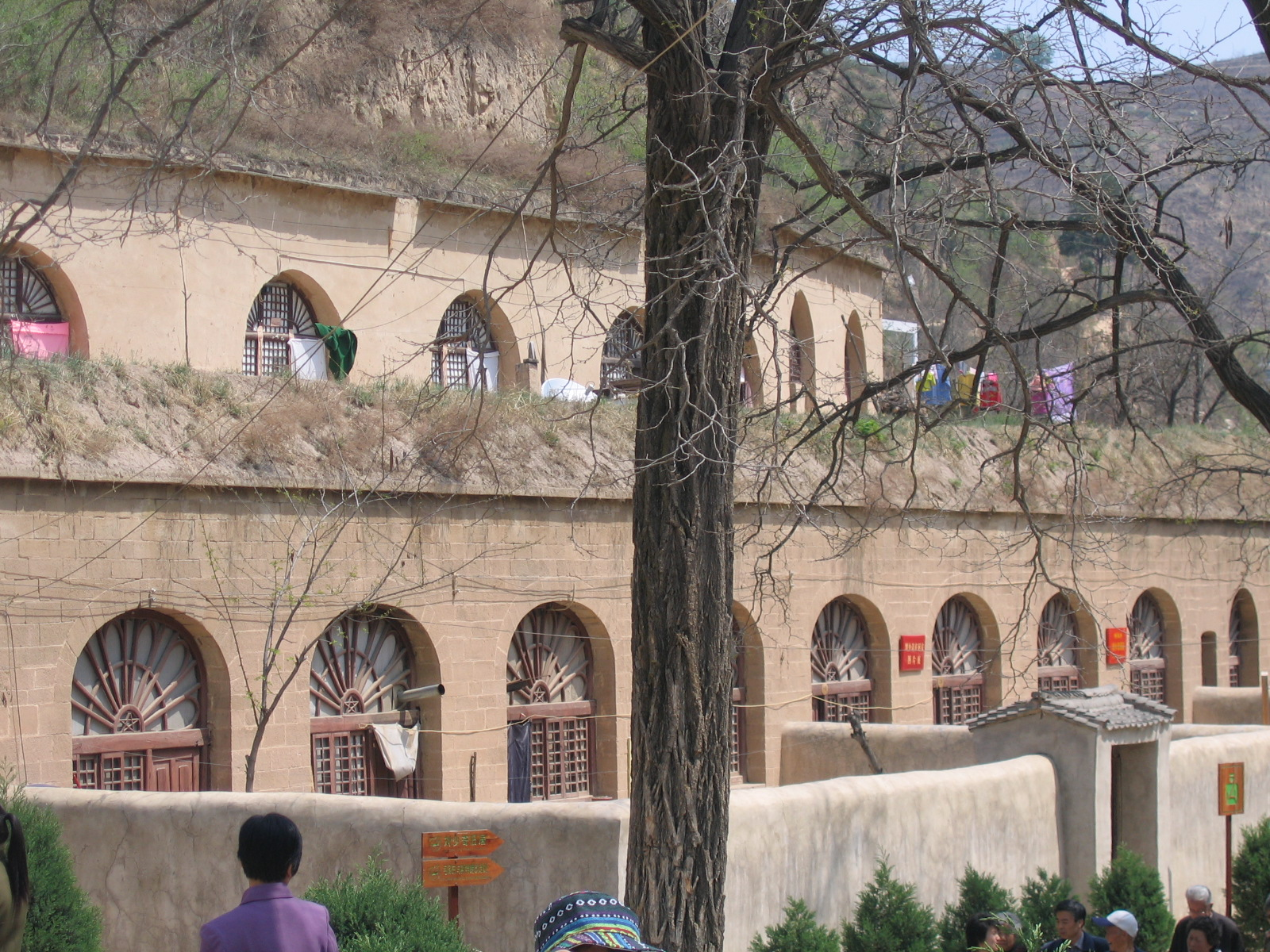
Пещерная резиденция Линь Бяо в Яньане

В ходе Второй мировой войны Яньань подверглась серьёзной бомбардировке японской авиации, из-за чего из его зданий уцелела только одна пагода. Многие жители поселились в искусственных пещерах-яодунах, вырытых в горных склонах — традиционных для Шэньси жилищах.

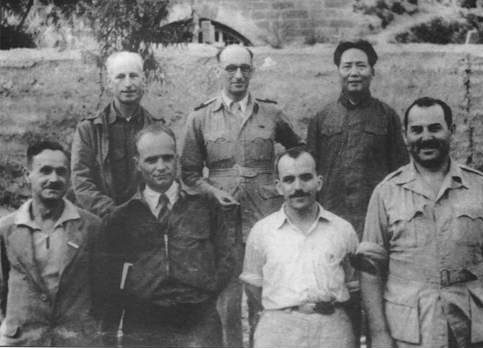
Мао Цзэдун на встрече с зарубежными журналистами в Яньани в 1944 году

Впоследствии здесь размещалась Наблюдательная группа Армии США (так называемая «Миссия Дикси»), состоявшая из гражданских специалистов и призванная исследовать возможности координации действий США с КПК в борьбе с японской армией. Миссия присутствовала в Яньане с 1944 по 1947 годы. Под ударами гоминьдановских войск коммунисты в 1947 году оставили Яньань, вернувшись сюда уже в конце гражданской войны.
В 1950 году был создан Специальный район Яньань (延安专区), в состав которого вошло 12 уездов. В 1956 году был расформирован Специальный район Суйдэ (绥德专区), и ранее входившие в его состав уезды Яньчуань и Цзычан также вошли в состав Специального района Яньань. В 1958 году в рамках общекитайской кампании по укрупнению административных единиц половина из входивших в состав Специального района Яньань уездов была объединена с соседними, но в 1961 году они были восстановлены в прежних границах. В 1969 году Специальный район Яньань был переименован в Округ Яньань (延安地区). В 1975 году уезд Яньань был преобразован в город Яньань. В 1983 году уезд Ицзюнь был передан в состав города окружного значения Тунчуань.
В 1996 году постановлением Госсовета КНР были расформированы округ Яньань и город Яньань, и образован город окружного значения Яньань; территория бывшего города Яньань стала районом Баота в его составе.
В 2016 году уезд Аньсай был преобразован в район городского подчинения.
В 2019 году уезд Цзычан был преобразован в уезд городского значения.

## Административно-территориальное деление
Округ городского значения Яньань делится на 2 района, 1 уезд городского значения, 10 уездов:
| Карта                                                                                           | Статус    | Название | Иероглифы      | Пиньинь | Площадькм² | Население |
| ----------------------------------------------------------------------------------------------- | --------- | -------- | -------------- | ------- | ---------- | --------- |
| Баота Яньчан Яньчуань Цзычан Аньсай Чжидань Уци Ганьцюань Фусянь Лочуань Ичуань Хуанлун Хуанлин |           |          |                |         |            |           |
| Район                                                                                           | Баота     | 宝塔区   | Bǎotǎ qū       | 3556    | 450 000    |           |
| Район                                                                                           | Аньсай    | 安塞区   | Ānsài qū       | 2950    | 180 000    |           |
| Уезд                                                                                            | Яньчан    | 延长县   | Yáncháng xiàn  | 2295    | 150 000    |           |
| Уезд                                                                                            | Яньчуань  | 延川县   | Yánchuān xiàn  | 1941    | 200 000    |           |
| Уезд городского значения                                                                        | Цзычан    | 子长市   | Zǐcháng shì    | 2405    | 270 000    |           |
| Уезд                                                                                            | Чжидань   | 志丹县   | Zhìdān xiàn    | 3781    | 150 000    |           |
| Уезд                                                                                            | Уци       | 吴起县   | Wúqǐ xiàn      | 3791    | 130 000    |           |
| Уезд                                                                                            | Ганьцюань | 甘泉县   | Gānquán xiàn   | 2287    | 80 000     |           |
| Уезд                                                                                            | Фусянь    | 富县     | Fù xiàn        | 4185    | 147 000    |           |
| Уезд                                                                                            | Лочуань   | 洛川县   | Luòchuān xiàn  | 1886    | 210 000    |           |
| Уезд                                                                                            | Ичуань    | 宜川县   | Yíchuān xiàn   | 2945    | 120 000    |           |
| Уезд                                                                                            | Хуанлун   | 黄龙县   | Huánglóng xiàn | 2383    | 50 000     |           |
| Уезд                                                                                            | Хуанлин   | 黄陵县   | Huánglíng xiàn | 2288    | 130 000    |           |

## Экономика
Важное значение имеет садоводство (особенно выращивание яблок) и пищевая промышленность (производство яблочного сока, уксуса, вина и чипсов).

## Достопримечательности
- Мавзолей Хуан-ди — место, где был похоронен легендарный Жёлтый император